# Caio Terêncio Varrão
Caio Terêncio Varrão (em latim: Gaius Terentius Varro) foi um político da gente Terência da República Romana eleito cônsul em 216 a.C. com Lúcio Emílio Paulo.

## Segunda Guerra Púnica

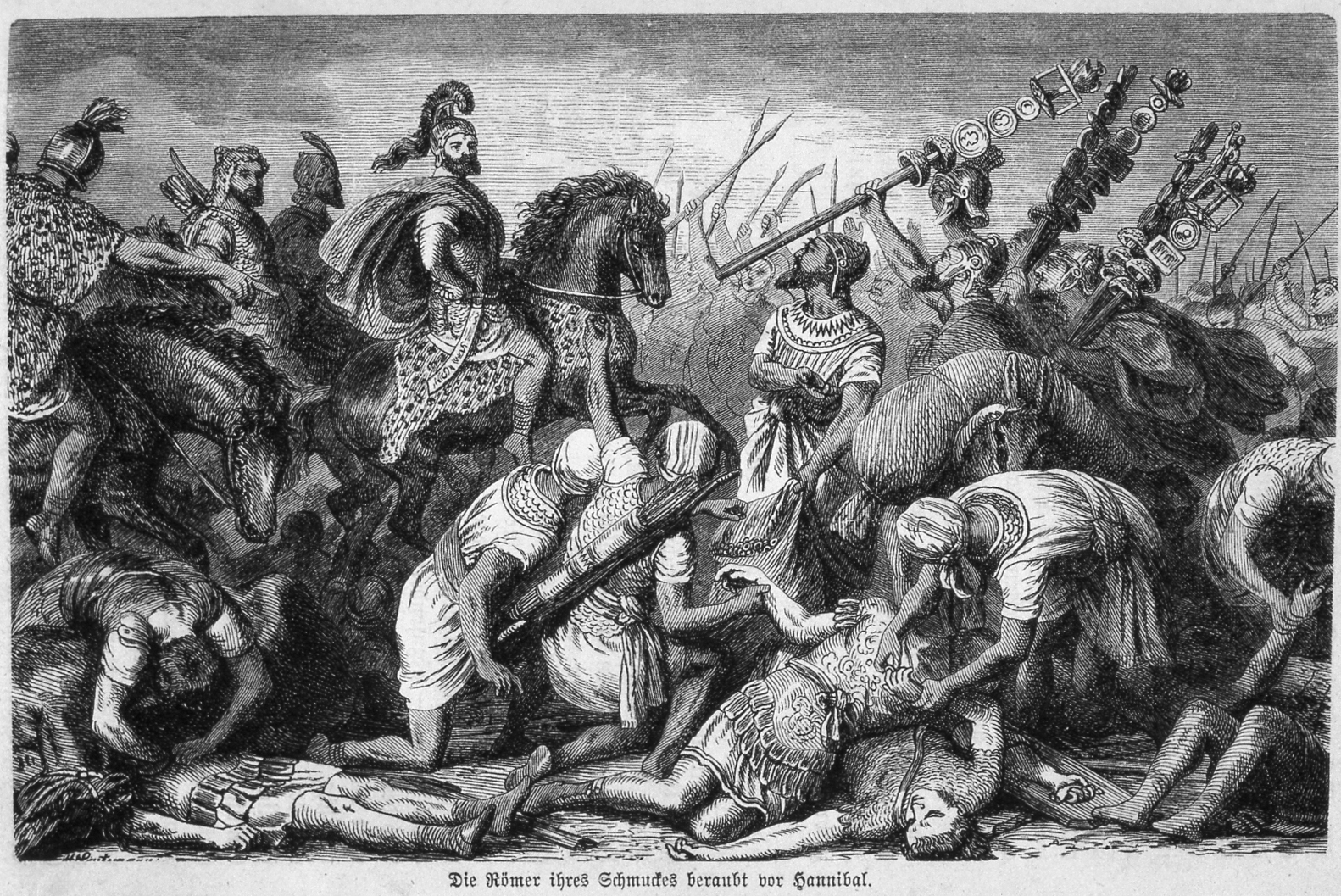
Aníbal, o vitorioso general cartaginês, na Batalha de Canas, da qual Varrão escapou da morte por pouco.

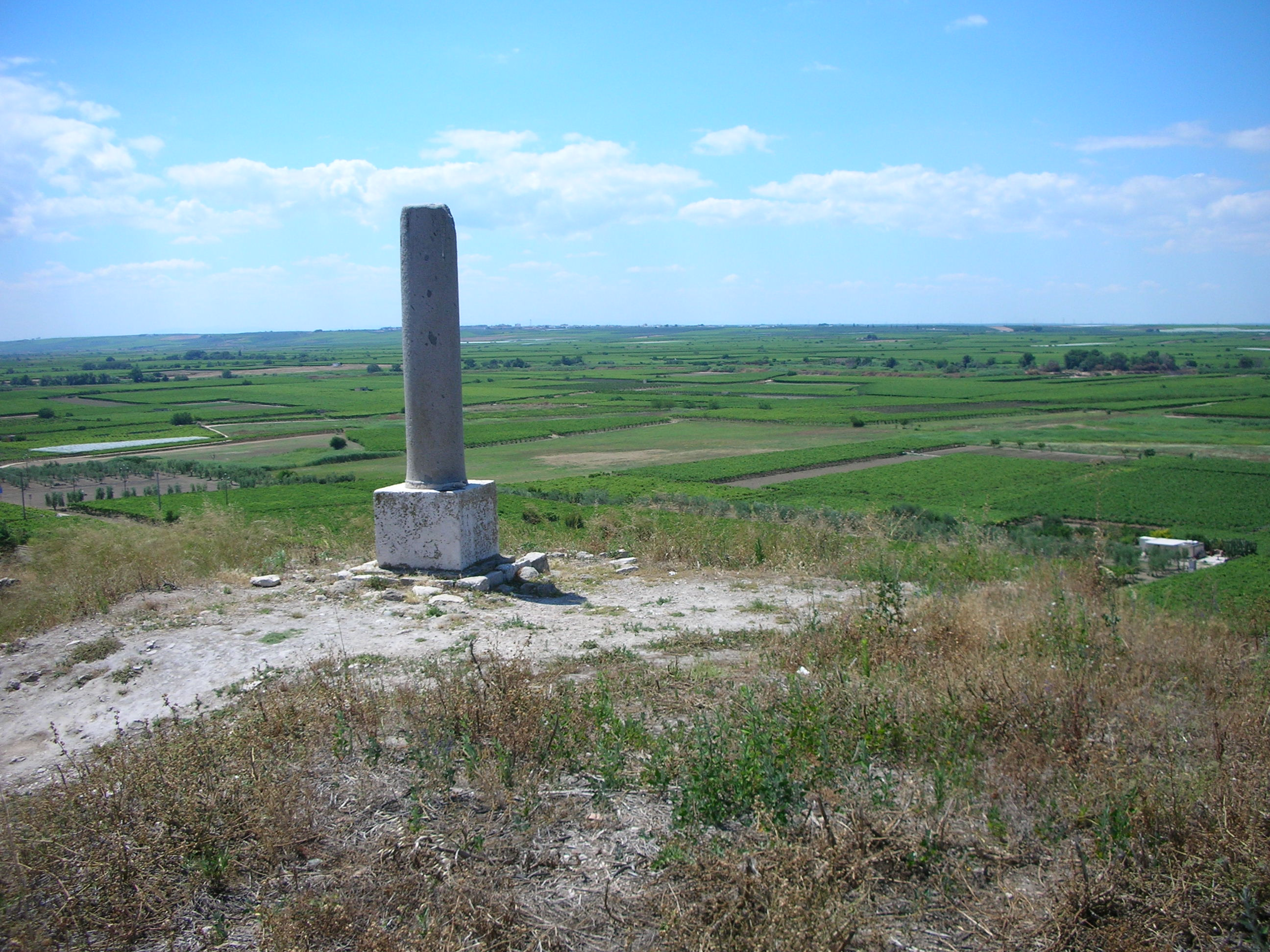
Monumento à batalha de Canas.

Varrão foi mencionado pela primeira vez em 217 a.C. entre um dos mais ruidosos defensores de que fosse entregue a Marco Minúcio Rufo, o mestre da cavalaria do ditador Fábio Máximo, poderes ditatoriais equivalentes para que a guerra deixasse de seguir a "estratégia fabiana" de "protelar" e passasse para uma guerra ofensiva contra Aníbal. Antes disso, já havia sido pretor em 218 a.C. e também questor, edil plebeu e edil curul.

### Consulado (216 a.C)
Foi eleito cônsul em 216 a.C. com Lúcio Emílio Paulo e ambos foram derrotados por Aníbal na Batalha de Canas, um dos maiores desastres da história de Roma. Emílio foi morto e Varrão escapou da morte retirando-se para Venúsia, trinta milhas adiante, junto com um pequeno grupo de cavaleiros aliados. Seguiu em seguida para Canúsio, onde os sobreviventes do exército romano haviam se refugiado e ali, com grande presença de espírito, aprovou todas as medidas necessárias para recuperar o moral do povo romano.
Sua conduta foi muito valorizada pelo Senado e pelo povo romano e a derrota foi esquecida por conta dos serviços que prestou nos eventos seguintes. Quando regressou, todas as classes foram ao seu encontro e o Senado lhe agradeceu por não ter perdido a esperança em seus compatriotas. O historiador Políbio, que o responsabiliza pelo desastre, diz que "ele desgraçou a si mesmo com tal fuga" e que "o exercício do seu mandato tinha sido o menos proveitoso possível para o seu país". Todavia, ao retornar a Roma, foi recebido festivamente pelo povo, que o congratulou por não ter perdido sua esperança na República. Logo depois, nomeou um novo ditador legendo senatui, Marco Fábio Buteão, para preencher as numerosas vagas abertas no Senado por causa dos vários mortos na derrota.

### Procônsul (215–213 a.C.)
No ano seguinte, foi procônsul em Piceno, onde permaneceu del 215 a 213 a.C.

### Anos finais
Entre 208 e 207 a.C., foi enviado como propretor da Etrúria para enfrentar o irmão de Aníbal, Asdrúbal. Em 203 a.C., foi um dos três embaixadores enviados à corte de Filipe V da Macedônia e, em 200 a.C., foi enviado como embaixador até Cartago.

## Revisão histórica
Tradicionalmente, Varrão tem sido apontado como o principal responsável pelo desastre de Canas, sobretudo pelo ataque romano ter sido deflagrado em seu dia de comando.
Todavia, historiadores modernos vêm promovendo uma revisão de sua imagem, observando que ela resulta dos escritos de Lívio e Políbio, que ressaltam sua condição de plebeu em contraposição ao patrício Emílio Paulo. Segundo a tradição reportada por Lívio, Varrão era filho de um açougueiro e ele próprio teria sido um nos primeiros anos de sua vida. Alcançou uma posição proeminente na vida pública romana lutando pela causa das classes mais pobres contra os conselhos dos mais sábios. Não se sabe se a história é um exagero, mas é certo que Varrão vinha das classes mais humildes da sociedade e era um dos principais líderes do partido da plebe.
Ademais, ao escrever a história da batalha, Lívio baseou-se em Políbio que, por seu vez, teve como principal informante o filho do cônsul patrício, Lúcio Emílio Paulo Macedônico. É impossível que ele tenha sido uma pessoa tão desprezível como conta Lívio, pois, se fosse, o Senado não teria permitido que ele retornasse a Roma depois da Batalha de Canas, ainda mais festivamente, e nem teria lhe conferido importantes comandos militares no restante da guerra.